# 2091
2091 — 2091 рік нашої ери, 91 рік 3 тисячоліття, 91 рік XXI століття, 1 рік 10-го десятиліття XXI століття, 2 рік 2090-х років.

## Очікувані події
- 18 лютого 2091 року відбудеться сонячне затемнення[1].
- 25 грудня 2091 року буде відмічено 100 рокі  від розпаду СРСР.
- 24 серпня 2091 року  100 років незалежності України.